# Mandan, Bắc Dakota
Mandan là một lãnh thổ chưa tổ chức thuộc quận Morton, tiểu bang Bắc Dakota, Hoa Kỳ. Năm 2010, dân số của nơi này là 2.339 người.